# Armadillo rouxi
Armadillo rouxi är en kräftdjursart som beskrevs av Karl Wilhelm Verhoeff 1926. Armadillo rouxi ingår i släktet Armadillo och familjen Armadillidae. Inga underarter finns listade i Catalogue of Life.